# アンダーウォーター・ワールド (ランカウイ島)
アンダーウォーター・ワールド (Underwater World Langkawi) は、マレーシアのランカウイ島にある水族館。

## 概要
ランカウイ島のパンタイチェナン通り沿いに位置する。ランカウイ島唯一の水族館である。100以上の水槽があり、約5000種以上もの生物が展示されており、館内にはサメやマグロ、ウミガメなどが回遊するトンネル状の巨大水槽がある。
水族館の出口には免税店、ゾン デューティー フリーが併設されている。